# Juegos de los Pequeños Estados de Europa
Los Juegos de los Pequeños Estados de Europa son un evento multideportivo bienal, puesto en marcha por la República de San Marino, organizados por y con el Comité Olímpico Nacional de nueve (ocho hasta 2009) pequeños estados desde 1985.

## Miembros

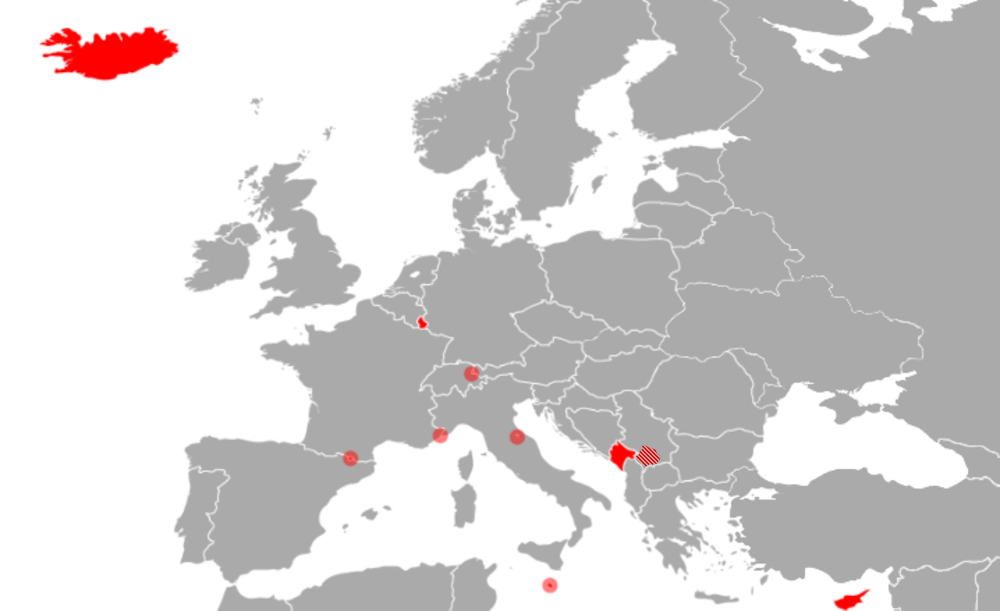
Estados miembros.

Los estados que forman parte de este evento deportivo son aquellos que tienen una población inferior a un millón de habitantes, además deben tener un Comité Olímpico propio y ser un país que forme parte del Comité Olímpico Internacional. Los participantes actuales son:
- Andorra.
- Chipre.
- Islandia.
- Liechtenstein.
- Luxemburgo.
- Malta.
- Mónaco.
- Montenegro.[2]
- San Marino.
- Vaticano.

Las  Islas Feroe han intentado competir en los Juegos, sin embargo, a diferencia de los demás participantes, las Islas Feroe no son una nación soberana, sino un país autónomo dependiente del Reino de Dinamarca. Además, tampoco forma parte del COI. Sin embargo, compiten con una selección independiente en numerosos deportes, como el fútbol.

## Ediciones
| Año  | Evento        | Sede                 | Sede          |
| ---- | ------------- | -------------------- | ------------- |
| 1985 | I edición     | Ciudad de San Marino | San Marino    |
| 1987 | II edición    | Mónaco               | Mónaco        |
| 1989 | III edición   | Nicosia              | Chipre        |
| 1991 | IV edición    | Andorra la Vieja     | Andorra       |
| 1993 | V edición     | La Valeta            | Malta         |
| 1995 | VI edición    | Luxemburgo           | Luxemburgo    |
| 1997 | VII edición   | Reikiavik            | Islandia      |
| 1999 | VIII edición  | Vaduz                | Liechtenstein |
| 2001 | IX edición    | Ciudad de San Marino | San Marino    |
| 2003 | X edición     | La Valeta            | Malta         |
| 2005 | XI edición    | Andorra la Vieja     | Andorra       |
| 2007 | XII edición   | Mónaco               | Mónaco        |
| 2009 | XIII edición  | Nicosia              | Chipre        |
| 2011 | XIV edición   | Vaduz                | Liechtenstein |
| 2013 | XV edición    | Luxemburgo           | Luxemburgo    |
| 2015 | XVI edición   | Reikiavik            | Islandia      |
| 2017 | XVII edición  | San Marino           | San Marino    |
| 2019 | XVIII edición | Budva                | Montenegro    |
| 2021 | Cancelada     | Andorra la Vieja     | Andorra       |
| 2023 | XIX edición   | La Valeta            | Malta         |
| 2025 | XX edición    | Andorra la Vieja     | Andorra       |
| 2027 | XXI edición   | Mónaco               | Mónaco        |

## Medallero histórico
Actualizado a la edición 2023. 
| # | País          | Medalla de oro | Medalla de plata | Medalla de bronce | Total |
| - | ------------- | -------------- | ---------------- | ----------------- | ----- |
| 1 | Chipre        | 519            | 453              | 398               | 1370  |
| 2 | Islandia      | 509            | 393              | 423               | 1325  |
| 3 | Luxemburgo    | 411            | 420              | 398               | 1229  |
| 4 | Mónaco        | 147            | 169              | 252               | 568   |
| 5 | Malta         | 111            | 174              | 231               | 516   |
| 6 | Liechtenstein | 75             | 80               | 105               | 260   |
| 7 | San Marino    | 68             | 122              | 155               | 345   |
| 8 | Montenegro    | 55             | 24               | 46                | 125   |
| 9 | Andorra       | 52             | 100              | 139               | 291   |